# Fabriciola baltica
Fabriciola baltica är en ringmaskart som beskrevs av Friedrich 1939. Enligt Catalogue of Life ingår Fabriciola baltica i släktet Fabriciola och familjen Sabellidae, men enligt Dyntaxa är tillhörigheten istället släktet Fabriciola och familjen Sabellariidae. Arten är reproducerande i Sverige. Inga underarter finns listade i Catalogue of Life.